# 榎本敏夫
榎本 敏夫（えのもと としお、1926年3月24日 - 2017年7月2日）は、政治家秘書。田中角栄の秘書として知られている。タレントの榎本三恵子は元妻。北区議会議員の榎本 一（えのもと はじめ）は長男。

## 概要
東京府東京市北区の質屋の息子として生まれる。大正大学文学部哲学科卒後に民主自由党（後の自由民主党）の職員になる。1955年5月から1962年7月まで東京都の北区区議会議員を務めた。1956年に日本電建に総務部長として入社し、1965年に田中角栄衆議院議員の秘書となった。1971年から1972年まで通商産業大臣秘書官、1974年から1976年まで内閣総理大臣秘書官であった。
1976年に発覚したロッキード事件において、田中角栄首相の秘書（首相秘書官）としてロッキード社の代理人であった丸紅から5億円を受け取ったとして同年7月に外国為替法違反で逮捕され、同年8月に起訴された（田中角栄は外国為替法違反だけでなく受託収賄罪でも起訴された）。起訴状では榎本は5億円を1973年8月10日、同年10月12日、1974年1月21日、同年3月1日の4回に分けて丸紅から受け取ったとされており、田中角栄の無罪を主張する田中派の国会議員らは「榎本アリバイ」を主張して法廷で証言したが、裁判所は「榎本アリバイ」は立証されていないとして、榎本は田中の使者として5億円を受け取ったと認定され、1983年10月12日に東京地裁は懲役1年執行猶予3年の有罪判決を言い渡した。1995年2月22日に最高裁で有罪判決が確定した。
2017年7月2日に老衰で死去。